# 계룡군문화축제
계룡군문화축제는 충청남도 계룡시에서 개최하는 군사 문화제다. 2007년부터 매년 10월 초에 개최한다.
1980년대 초반부터 대한민국 국방의 중추기관인 육군본부, 해군본부, 공군본부가 계룡지역으로 이전하면서 군인 가족과 군관련 시설도 함께 이주 되었다.

## 수상 내역
- 2016년 계룡군문화축제 -> 계룡세계군문화엑스포로 국제행사 승격[2]
- 2018년 대한민국축제콘텐츠 부문 2년 연속 '대상' 수상[3]